# Golden Sun: Oscuro Amanecer
Golden Sun: Oscuro Amanecer (黄金の太陽 漆黒なる夜明け Ōgon no Taiyō: Shikkokunaru Yoake en Japón) es un videojuego de rol para la consola Nintendo DS, desarrollado por Camelot Software. Es la tercera entrega de la serie Golden Sun y fue anunciado el 2 de junio de 2009 en la conferencia de Nintendo en el E3 de aquel año, confirmándose su título en el E3 de 2010, junto con varias imágenes del juego.
Destacan los entornos en tres dimensiones. El argumento de esta nueva entrega se sitúa tres décadas después de los anteriores juegos de la serie, siendo los descendientes de los protagonistas de los primeros juegos quienes se enfrentan a una nueva lucha por salvar el mundo de un terrible final.
En el vídeo del E3 de 2010 se puede apreciar que, si bien el género ha saltado al 3D, guarda grandísimos parecidos con sus antecesores: puzles en mazmorras, batallas aleatorias que tienen el mismo esquema que las antiguas de las portátiles...
El juego transcurre treinta años después del final de Golden Sun: La Edad Perdida. El Sol Dorado se ha alzado y la Alquimia ha vuelto a invadir el mundo, regenerándolo. Aún con todo, vórtices psinérgicos aparecen por todo el mundo absorbiendo el poder del medio y los Adeptos, causando caos y destrucción. Aquí es donde entran los nuevos protagonistas, hijos de aquellos que una vez consiguieron salvar el mundo, en busca de respuestas a este extraño fenómeno.
Los gráficos han sido mejorados. Si ya en Game Boy Advance marcaron un hito esos gráficos en falso 3D, algo pixelados en las batallas y el mapeado, pero que cumplían bastante bien, en la Nintendo DS prometen explotar todo el potencial de la consola, con escenarios completamente en 3D.
El videojuego salió al mercado en 2010. En Estados Unidos y Latinoamérica el 29 de noviembre, en Japón el 28 de octubre y en Europa el 10 de diciembre.

## Información
Golden Sun: Oscuro Amanecer te sitúa en el mundo de Weyard, en el que tendrás que aprender a utilizar la Psinergía, una forma de magia elemental que controla el poder de la Tierra, el Viento, el Agua y el Fuego, para derrotar a los enemigos y resolver los puzles que encuentres. El mundo de Weyard ha cambiado desde la última aventura transcurrida, Golden Sun: La Edad Perdida. Algunos continentes se han desplazado, otros nuevos han surgido y nuevas especies han aparecido y evolucionado...
Weyard está en peligro. Los vórtices psinérgicos se están expandiendo por el mundo, absorbiendo toda la Psinergía Ya el continente de Angara quedó arrasado por un vórtice gigante: la Luna Lúgubre. Una nueva generación de héroes ha de cruzar el caótico mundo, a punto de someterse a una nueva forma del mal, resolviendo puzles, descubriendo grandes tesoros y enfrentándose a peligrosas criaturas durante su viaje.
Ponte en la piel de Matt, un Adepto de Tierra como su padre, Hans, protagonista del primer Golden Sun; Terry , un Adepto de Fuego, Karis, una Adepta de Viento, y a Rizzo, un Adepto de Agua. Durante el juego, muchos personajes, además de los ya mencionados, se unirán a la aventura, así como muchos de los Djinn, unas misteriosas criaturas que te ayudarán en la batalla. Hazte con Djinn de distintos tipos ya que son un elemento clave del juego. Pueden ser asignados a cualquier Adepto y ser utilizados para mejorar las estadísticas modificando los valores.
- Responde con diferentes reacciones emocionales a los distintos escenarios, lo que afectará al desarrollo del juego en sí.

- Una nueva habilidad de arma permite a los distintos personajes ganar experiencia con armas específicas.

- Existen nuevas Psinergías disponibles para los personajes. El sistema de control adicional basado en la pantalla táctil permite que ciertas Psinergías sean dirigidas con el simple uso del lápiz sobre la pantalla táctil.

- Una completa enciclopedia te meterá de lleno en el mundo mitológico de Golden Sun.

## Jefes
- Plantamaraña: Un monstruo vegetal que habita en una mina abandonada. Es el primer jefe en Golden Sun: Oscuro Amanecer.
- Dragoncín: Un robot de madera y engranajes que simula al Dragón Mortal (jefe final de Golden Sun 2: La Edad Perdida). Se encuentra en la Zona de Entrenamiento Psinérgico.
- Rastreadores: Tres soldados tuaparios que te cortan el paso en las Cuevas de Kompa.
- Príncipe del Desierto: Espíritu que habita en Ayuthai. Te enfrentas a él para conseguir una gema que permite secar el agua (Ámbar Desierto). Usa Psinergía de Fuego.
- Kao-Tsung y Kao-Reng: Son los dos generales del ejército de Kaocho.
- Reina de Zafiro: Espíritu del hielo que habita en las Ruinas de Jarapa. Te enfrentas a ella para conseguir el Zafiro Real.
- Fango: Lagarto gigante formado por la fusión de todos los espíritus de las criaturas que murieron por el desplazamiento del Bosque de Kolima tras el Sol Dorado, haciendo desaparecer el antiguo pantano donde vivían dichas criaturas.
- Roc Imperial: La legendaria ave gigante de piedra de la cual es crucial obtener una de sus plumas.
- Spatha y Cora: Los tuaparios antagonistas del juego. Combates contra ellos en las Ruinas de Belinski.
- Lobo del Caos: En realidad es Vólchek, el rey de Morgal, manipulado y retorcido por la energía oscura que le suministraron Spatha y Cora. Los personajes han de enfrentarse a los tres.
- Archiquimera: El jefe final del juego. Es muy fuerte y poderoso.
- Ogros Titanes: (Opcionales) Cinco ogros muy fuertes que solo usan ataques físicos, los cuales protegen la Invocación Dédalo, en las profundidades de la Caverna de Llamorca.
- Diablo Atávico: (Opcional) Un demonio arcano que protege la Invocación Catástrofe en la remota y laberíntica Isla de Otsu. Puede poseer a uno de tus aliados para que luche a su favor.
- Mago Estrella: (Opcional) El Mago estrella y sus esferas guardaespaldas reaparece en el Barco Fantasma, custodiando la invocación Azul.
- Dulahan: Famoso por ser el jefe más fuerte de todos. Está en las profundidades de la Isla Pirata. Custodia la Invocación Iris (la más potente de todas).

## Personajes
- Matt: Es el hijo de Hans y Nadia. Adepto de Tierra, solo habla para expresar sus emociones o para sobresaltarse, al igual que su padre en la primera entrega de la saga y su tío Félix en la segunda (La Edad Perdida). A nivel de combate es exactamente igual que Hans en los anteriores juegos. su nombre original en el idioma japonés es Mut
- Terry: Es el hijo de Garet. Adepto de Fuego, al igual que su padre, con un carácter muy similar al de este en su juventud. Acostumbra a no pensar lo que dice, por lo que acaba metido en problemas con bastante frecuencia. Aun así, Matt lo considera su mejor amigo. Muy parecido a Garet, salvo que a diferencia de él no puede lanzar orbes de llamas, algo que Garet conseguía sin tener asignados Djinns de Venus. Por otro lado no ha heredado la capacidad de mover objetos.Su nombre original en el idioma japonés es el mismo
- Karis: Es la hija de Iván. Adepta de Viento, siempre aporta el grado de cordura que a Terry le falta. Tiene un carácter muy temperamental que no heredó precisamente de su padre, Iván,  hombre calmado y sereno. Ella en combate no es tan ofensiva como Iván, sirve más de apoyo con sus curas, pero su alto nivel de agilidad es una gran baza para el equipo. Por otro lado ella no ha heredado la capacidad de Leer mente y Revelar que poseían su padre y su tía Hama. Su nombre original en el idioma japonés es el mismo
- Rizzo: Es el hijo de Mia. Adepto de Agua, es un aprendiz de Kraden. Chico muy inteligente, decide acompañar a los tres principales protagonistas tras separarse de Kraden y de su hermana Nowell en las Ruinas de Kompa. En combate se desarrolla igual que Mia, aunque no ha heredado Congelación y sus posteriores evoluciones.Su nombre original en el idioma japonés es Kuraun
- Himi: Es la hija de Isuza y Kushinada, los reyes de Yamata, que huyeron de Izumo tras un terrible Tsunami que hundió en el mar dicha ciudad. Con extraños poderes, es una Adepta de Tierra y se une al grupo para acabar con el eclipse que asola de oscuridad el continente de Angara. Nueva combinación de elemento/guerrero, es la primera maga de elemento Tierra con la Psinergía más dañina de los juegos a su alcance. Como curiosidad si le asignamos con djinns de Marte, adquiere la clases que en el Golden Sun II se obtenía con el Tomegathericon.Su nombre original en el idioma en japonés es el mismo
- Eoleo: Es el hijo de Briggs, el famoso pirata champeño que muere tras el desencadenamiento del Eclipse Maldito en Belinski. Se une al grupo para vengar la muerte de su padre. Es un Adepto de Fuego y tiene unos 32 años. Los que hayan jugado a las anteriores entregas de la saga lo reconocerán por ser el bebé que podía utilizar Psinergía tanto en la cárcel de Alhafra como en la casa de Briggs, en Champa. Posee las mismas psinergías que Nadia en Golden Sun: La Edad Perdida, salvo que no posee fuego curativo y a cambio tiene una psinergía poderosa focalizada en un objetivo del mismo estilo que Ragnarok u Odisea.Su nombre original en el idioma japonés en Leoleo
- Sveta: Esta misteriosa chica bestia es originaria de Belinski, la capital del Reino de Morgal. Muy enigmática, resulta ser la hermana menor de Vólchek, el rey de Morgal. Es una Adepta de Viento. Es una nueva combinación, un personaje físico de Júpiter. Se puede transformar en una bestia en combate, aumentado terriblemente su poder físico (llegando a igualar El Megiddo de la espada Sonne o superarlo) , por desgracia cada turno que está transformada gasta un djinn equipado, por tanto no es un estado ilimitado.Su nombre original en el idioma japonés es Stella
- Amiti: Es un Adepto de Agua, heredero del trono de Ayuthai. De carácter más fuerte que Rizzo, tiene la habilidad de la Clarividencia. Posee las mismas psinergía que Piers en Golden Sun: La Edad Perdida por tanto son personajes homólogos, aunque en atributos Amiti tiene capacidad más de mago que de físico, es un personaje híbrido, como lo era Nadia. Posiblemente se trate del hijo de Álex, y por efecto, primo de Rizzo.Su nombre original en el idioma japonés en Harumani
- Hans: Un Adepto de Tierra y padre de Matt. Construyó una cabaña en la parte alta de la meseta de Noma, con una vista privilegiada del Monte Aleph desde donde observa incansable cualquier signo que pueda significar problemas. En este juego, aunque tiene 47 años, apenas envejeció por la exposición a las luces de los Faros Elementales y el Sol Dorado.
- Kraden: El maestro de Rizzo y de su hermana Nowell, recorre el mundo para profundizar sus investigaciones alquímicas. Tiene al menos 100 años, no se conserva decrépito pues apenas envejeció gracias a la exposición del Sol Dorado como el resto de protagonistas de los dos primeros juegos.
- Spatha: Al mando de su propia fuerza de combate, entró en la vida de Matt sin avisar. Muy beligerante y soberbio, se enorgullece de su incomparable habilidad con su ōdachi. ¿Cual será su verdadero objetivo?
- Cora: Utilizando su gran belleza, ha conseguido colarse en los corazones de este joven y vibrante reino (el reino de Kaocho) y manipularlo. Pero resulta bastante extraño que siempre parece saber todo lo que ocurre...
- Arcanus: Los guerreros de Tale parecen conocer a este guerrero, pero su verdadera identidad permanece oculta tras una máscara. Sus acciones tendrán una gran influencia en Matt y sus aliados, así como en todo el mundo. Al final del juego, aunque ya se sospechaba, se desvela que es Álex, el miembro traidor del Clan Mercurio que quiso usar el Sol Dorado para hacerse inmortal y todopoderoso. Al igual que en las anteriores entregas es un personaje ambiguo, no parece que sea ni un enemigo ni un aliado.

## Weyard
Tras 30 años desde el Sol Dorado, Weyard ha cambiado tanto que resulta difícil reconocerlo. La mayor parte de su superficie ha quedado dividida en naciones tras guerras y catástrofes naturales, como la Luna Lúgubre. Veamos los lugares de este juego:

### Oeste de Angara
- Meseta de Noma: Meseta surgida poco después del Sol Dorado al oeste de la cordillera del mismo nombre. En su parte alta, Hans y Garet, dos de los legendarios Guerreros de Tale, siguen vigilando el Monte Aleph.
- Monte Aleph: La antigua montaña sagrada para los taleanos. Lleva 30 años en actividad constante y en aumento, pues sus erupciones han ido aumentando de intensidad en los últimos años. Está muy cambiado, se puede ver cómo ha perdido altura, posiblemente a causa de una erupción que sucedería tras una explosión de su antigua cumbre (que le daba al Aleph forma puntiaguda). Como consecuencia, parece que al Aleph le hayan arrancado un trozo a lo bestia. Se pueden observar también ríos de lava a sus pies. Ahora se encuentra en una caldera enorme cuyo terreno es intransitable; solo se puede acceder al Aleph y al Templo Sonne con aparatos voladores, como las Alas Ligeras.
- Templo Galerna: Templo aislado al noroeste de Angara, está en una zona fría de difícil acceso, sobre todo por los icebergs que hay en las aguas más septentrionales.
- Bazar de Trebejos: Un asentamiento fundado por un taleano llamado Trebejos. Está habitado totalmente por taleanos, pues Tale quedó borrada del mapa tras el Sol Dorado. También hay un pequeño parque temático, la Zona de Entrenamiento Psinérgico, en la cual hay unas pruebas que están basadas en la historia de los dos juegos anteriores juntos.
- Villarrobles: Aldea de leñadores joven y próspera situada al oeste de la Cordillera de Noma, en la cual se ha formado un valle gigante que conduce hasta el reino de Bilibin.
- Ruinas de Kompa: Antiguo templo Jenei que funcionaba como enlace entre los antiguos pueblos Jenei angaranos. Reapareció tras el Sol Dorado. Se dice que en la era dorada de la Alquimia este templo estaba recubierto de oro puro.
- Cuevas de Kompa: Sistema de galerías subterráneas que discurre bajo las ruinas del mismo nombre. Aquí te encuentras por primera vez con los tuaparios.

### Eiji
- Jarapa: Conocida como "la Ciudad Olvidada", estaba en ruinas y olvidada antes del Sol Dorado, pero tras el Sol Dorado, hubo catástrofes naturales y los refugiados redescubrieron las ruinas, las rehabilitaron y se establecieron en ellas, refundando Jarapa.
- Ruinas de Jarapa: La parte de Jarapa que aún no ha sido rehabilitada. En sus profundidades mora la Reina de Zafiro.
- Sanna: Una nación poderosa con capital en Tonfan que ha tenido momentos de paz y de guerra. Acaba de salir de una guerra civil, tras la cual el actual emperador, Ukan, ascendió al trono imperial. El otro candidato al trono imperial, Wo, se tuvo que ir y fundó junto con sus seguidores su propio reino, el de Kaocho. Ahora Sanna se encuentra en un momento de paz, pero fue una potencia militar temida en el continente durante el reinado del anterior emperador, llamado Sirku. Este conquistó y colonizó Morgal, pero tras su muerte, una guerra civil estalló entre los dos candidatos al trono de Sanna: Ukan y Wo. Los morgaleses aprovecharon esta situación, se rebelaron y se independizaron de Sanna.
- Tonfan: La capital de Sanna, situada en la costa este de Angara. Aquí se encuentra el palacio imperial de Sanna.
- Ruinas de Aislandia: Antiguas ruinas Jenei al oeste de Tonfan, en el islote de un lago.
- Gran Muralla: Colosal construcción de constructor y fecha de construcción desconocidas que conduce hasta el Santuario de Apolo.
- Peldaños de Apolo: Camino montañoso de tránsito difícil, que conduce hacia el Santuario de Apolo.
- Santuario de Apolo: Espectacular templo inundado por una luz intensísima que guarda el arma más poderosa de los Jenei: El Ojo de Apolo.
- Kaocho: Un reino sannario con capital del mismo nombre, gobernado por un rey llamado Wo. Este tiene ansias de poder, y por eso quiso conquistar Bassai y Ayuthai, sin éxito.
- Uróboros: Laberinto construido por los Exathi debajo del palacio del rey Wo, en Kaocho. Fue diseñado para que las personas que no fuesen Jenei (Adeptos) se quedasen atrapadas dentro.
- Campamento champeño: Asentamiento fundado por los champeños que huían de las sombras del Eclipse Maldito, el cual afectaba a su ciudad.
- Champa: En 30 años, ha pasado de ser una aldea pobre de marineros a ser un país hecho y derecho, pero muchos champeños siguen dedicándose a la piratería.
- Ayuthai: Nación heredera de los Exathi al sur de Angara. Tras el encendido de la Fuente Alquímica, 10 años después del Sol Dorado, no ha dejado de aumentar su esplendor. Su rey fue Paithos hasta el Eclipse Maldito.

### Khiren
- Montañas de Khiren: Infranqueable cordillera montañosa y nevada que separa Eiji de Morgal, quedando entremedias una meseta fría y nevada.
- Meseta de Khiren: Meseta helada situada en el corazón de las Montañas de Khiren. Antiguamente, fue objeto de disputa, pues era considerada un punto estratégico de interés militar.
- Bassai: Aldea situada en la cara sur de las Montañas de Khiren poblada totalmente por herederos de los Exathi, los cuales tenían fama de ser grandes herreros y artesanos, igual que los Ankhol, otra civilización de herreros y artesanos cercana. Tras la reactivación de la Fragua Alquímica, fueron recuperando poco a poco su esplendor.
- Aldea Terya: Asentamiento en la Meseta de Khiren, construido por nómadas que viven en tiendas similares a las yurta mongolas.
- Glaciar de Khiren: Masa de hielo en la Meseta de Khiren frecuentada por personas que recogen su agua, la cual tiene fama de curativa.
- Ruinas de Teppe: Antiguo asentamiento Jenei en avanzado estado de deterioro. Es uno de los únicos pasos abiertos a Morgal.
- Pico Quebrado: La cumbre más alta de las Montañas de Khiren. Aquí se estableció una tribu Jenei, que se hacían llamar los Néoc. Los Néoc eran grandes aliados de los Exathi, a los cuales ayudaron a construir Uróboros y los demás artefactos alquímicos. En las ruinas de su asentamiento, se pueden ver todos los signos del Zodíaco.

### Morgal
Es el reino de los hombres bestia, una raza de seres antropomorfos reaparecida tras el Sol Dorado. Debido a la discriminación que sufrían por parte de muchos humanos, emigraron al noroeste de Angara, fundando Morgal y estableciendo la capital en Belinski. Más tarde, Sanna, cuando allí reinaba el emperador Sirku, conquistó y colonizó Morgal. Antes de que pasaran 30 años del Sol Dorado, los morgaleses se rebelaron y obtuvieron la independencia aprovechando una guerra civil en Sanna. Tras esto, el clan Zamarov asumió el trono de Morgal.
- Ciudad Frontera: Una ciudad que hace de puente (literalmente, pues cruza un río) entre los reinos de Morgal y Bilibin (la margen oeste del río pertenece a Bilibin, y la margen este a Morgal). A causa de un conflicto armado entre ambos reinos, la frontera fue cerrada.
- Puerto Irago: La salida al mar de Morgal. Es el puerto más importante del norte de Angara, famoso por sus astilleros.
- Sajavilla: Aldea al sur de Kolima donde hay mucho miedo a las maldiciones. Tanto, que hasta impidieron a los habitantes de Kolima salir de su pueblo (una especie de cuarentena).
- Kolima: Esta aldea ya es conocida en el primer juego (Golden Sun), por ser el pueblo maldito donde una maldición te convertía en árbol. Esa maldición fue rota por 4 de los Guerreros de Tale hace algo más de 30 años, no mucho antes del Sol Dorado.
- Bosque de Kolima: Este bosque se ha trasladado de su posición original, hace 30 años, hasta ocupar y destruir un antiguo pantano. Los espíritus de todas las criaturas muertas se fusionaron en uno: Fango. Este bosque aún sigue siendo protegido por dos forestos: Tret y Laurel.
- Pico Espolón: Escarpada y nubosa montaña en cuya cumbre reside el legendario Roc Imperial.
- Belinski: La capital de Morgal, una ciudad con mucha vida y actividad. Pero tiene una pega: Cada plenilunio se celebra un festival en el cual se ejecuta a un preso cociéndolo vivo.
- Ruinas de Belinski: Ruinas construidas por los Jenei en el subsuelo de la ciudad. Estas conducen hasta el Generador Alquímico.
- Torre de la Luna: Esta construcción es muy parecida a los Faros elementales, pero en vez de irradiar energía elemental, irradia energía oscura, provocando el Eclipse Maldito tras haber sido activado el Generador Alquímico. De hecho, su verdadero nombre es Torre del Eclipse.

### Mar del Este
- Arenquera: Pueblo pesquero en la isla del mismo nombre. Allí vive un anciano cuentacuentos.
- Atalaya del Guerrero: Construcción Jenei en la parte alta de la isla de Arenquera, hecha casi toda de volio, la cual surgió del suelo tras el desencadenamiento del Eclipse Maldito.
- Isla Iceberg: Islote pequeño en medio de un mar lleno de témpanos y banquisa.
- Caverna de Llamorca: Caverna volcánica situada en una isla al sur de Angara.
- Isla de Otsu:Islote rodeado de farallones que hacen imposible atracar en él (excepto si te dejas arrastrar por un tornado). En el islote, hay una cueva extremadamente laberíntica.
- Mar de Otsu: Sector del Mar de Este peligroso, pues su fauna es muy agresiva; además, es azotado casi continuamente por tornados.
- Mar de Sanna: Sector del Mar de Este que abarca desde el sur del Mar de Otsu hasta la costa ayuthiense.
- Yamata: Ciudad mística situada en la isla de Nipán, en la cual viven los refugiados de Izumo, el cual fue arrasado por un tsunami. Está gobernada por el rey Isuza y la reina Kushinada, la cual estuvo a punto de ser sacrificada a la Serpiente que aterrorizaba Izumo desde que se encendió el Faro de Venus. Este monstruo fue derrotado por los otros 4 Guerreros de Tale, hace ya 30 años.

## Historia
Cuatro elementos son la base de todo: Tierra (Venus), Agua (Mercurio), Fuego (Marte) y Viento (Júpiter). El estudio científico de estos elementos era conocido como Alquimia. En un pasado lejano, se ocultaron los principios de la Alquimia, por miedo a que el poder de los elementos pudiera acabar con el mundo debido a su abuso.
Estos elementos son a su vez la fuente de la que fluye toda energía. Por eso, cuando los principios de la Alquimia fueron sellados, comenzó el declive de Weyard por la falta de energía elemental y alquímica.
El fenómeno conocido como el Sol Dorado liberó la Alquimia y salvo Weyard de su destrucción. Sin embargo, el precio que hubo que pagar fue muy alto. Esa energía albergó a su vez una increíble fuerza destructiva.
Han pasado treinta años desde que el mundo escapara de la destrucción gracias al mismo elemento que lo perjudicaba: el Sol Dorado…

### Elementos
Forman la base de la Alquimia y son la base de todas las cosas. El poder de la Tierra, el Agua, el Fuego y el Viento actúan para asegurar el desarrollo natural de todas las cosas.
Al terminar el juego descubres la psinergía oscura que esconde la civilización de Spatha y Cora, llamada Tuaparang. Asimismo, al desencadenar el rayo del Ojo de Apolo, los morgaleses de Belinski se ven expuesto a tal psinergía de luz, que acaban convirtiéndose en adeptos de ese mismo elemento. Esto se puede descubrir en el final del juego si uno habla con la gente de Belinski en el breve momento que podemos manejar al personaje. 
Por tanto se descubren en este juego dos tipos nuevos de psinergía, la Luz y la Oscuridad, que probablemente tengan más importancia en posteriores juegos.

### Sol Dorado
Hace 30 años, los Faros Elementales fueron encendidos y el sello de la Alquimia fue roto. Una fuerza feroz descendió por el Monte Aleph. La montaña, que emitía una trémula luz dorada, destruyó todo a su paso, incluidos el Templo Sonne y la aldea de Tale. Quienes presenciaron su destrucción llamaron Sol Dorado a este fenómeno.

### Djinn e invocaciones
Los Djinn están presentes en esta entrega, al igual que en las anteriores. Muchos de los Djinn de los anteriores juegos hacen acto de presencia una vez más, pero se añaden a ellos varios Djinn nuevos. Como curiosidad, en esta entrega cada Djinn tiene un diseño único que cambia en función de su nombre y habilidades, aunque todos siguen una base común (por ejemplo, los Djinn de Venus son regordetes y marrones).
Las invocaciones son las mismas que en las anteriores entregas y el número necesario de Djinn para invocarlas también se mantiene igual. Hay una sola invocación nueva, Lumidraco (requiere 3 Djinn de Venus y 2 de Mercurio), que se puede obtener en la Ópera de Belinski. Como curiosidad, esta invocación es un guiño a un anuncio del primer juego de la saga.

## Recepción
Nintendo Power le dio al juego una puntuación de 8 sobre 10. Ellos aclamaron los gráficos del juego y los puzles, mientras que en algunas críticas dicen que la dificultad del juego se siente un poco baja. 1UP.com dio al juego un B. Golden Sun: Oscuro amanecer/Golden Sun: Dark Dawn en la actualidad tiene una puntuación de 80 de 100 en Metacritic, y tiene una puntuación de 80,64% en GameRankings. Electronic Gaming Monthly dio el juego un 7,5 de 10, aclamando el juego por sus puzles inteligentes y su gran sistema de batalla, pero se quejaron del diálogo largo y escenas. X-Play calificó el juego de 4 estrellas de 5, que indica el juego es grande para los fanes del juego y los aficionados de los juegos RPG.